# Năm ánh sáng
Năm ánh sáng là đơn vị đo chiều dài sử dụng trong đo khoảng cách thiên văn. Theo những đo lường thực nghiệm, ánh sáng truyền đi trong chân không với vận tốc khoảng 300.000 km/s, do vậy, nó bằng khoảng 9,5 nghìn tỷ km hoặc 5,9 nghìn tỷ dặm. Theo định nghĩa của Hiệp hội Thiên văn Quốc tế (IAU), một năm ánh sáng là khoảng cách ánh sáng truyền trong chân không trong khoảng thời gian một năm Julius (365,25 ngày). Bởi vì nó gồm từ "năm", thuật ngữ năm ánh sáng đôi khi bị giải thích nhầm thành đơn vị của thời gian.
Năm ánh sáng thường hay được sử dụng nhất khi biểu diễn khoảng cách đến các sao hoặc đến những khoảng cách lớn hơn trong phạm vi thiên hà, đặc biệt đối với đại chúng và ở các ấn phẩm phổ biến khoa học. Đơn vị đo thường hay sử dụng trong trắc lượng học thiên thể là parsec (ký hiệu: pc, bằng khoảng 3,26 năm ánh sáng; đây là khoảng cách mà khi nhìn một đơn vị thiên văn dưới góc mở bằng một giây cung).

## Định nghĩa
Theo định nghĩa của IAU, năm ánh sáng là khoảng cách tính bằng nhân thời gian một năm Julius  (365,25 ngày so với 365,2425 ngày của lịch Gregorius) với tốc độ ánh sáng (299792458 m/s). Các giá trị này được nêu trong nghị quyết về Hệ thống các hằng số thiên văn IAU (1976), và được sử dụng từ 1984. Từ đây, các chuyển đổi có thể thực hiện như sau. IAU quy định viết tắt cho năm ánh sáng là ly, mặc dù có những chuẩn khác như ISO 80000 sử dụng ký hiệu "l.y." và những ký hiệu theo tiếng bản ngữ cũng được sử dụng, như "al" trong tiếng Pháp (từ année-lumière) và tiếng Tây Ban Nha (từ año luz), "Lj" trong tiếng Đức (từ Lichtjahr), vv...
| 1 năm ánh sáng | = 9460730472580800 mét (chính xác bằng) |
| 1 năm ánh sáng | ≈ 9,461 peta mét                        |
| 1 năm ánh sáng | ≈ 9,461 nghìn tỷ kilomét                |
| 1 năm ánh sáng | ≈ 5,878625 nghìn tỷ dặm                 |
| 1 năm ánh sáng | ≈ 63241,077 đơn vị thiên văn AU         |
| 1 năm ánh sáng | ≈ 0,306601 parsec                       |
Trước năm 1984, năm chí tuyến (không phải năm Julius) và một phép đo (không dùng để định nghĩa) tốc độ ánh sáng đã được đưa vào trong Hệ thống hằng số thiên văn của IAU (1964), được sử dụng từ 1968 đến 1983. Tích của năm chí tuyến theo kỷ nguyên J1900.0 của Simon Newcomb là 31556925,9747 giây của lịch thiên văn (ephemeris second) nhân với tốc độ ánh sáng 2997925 km/s cho kết quả một năm ánh sáng bằng 9,460530 x 1015m (làm tròn đến 7 chữ số thập phân trong năm ánh sáng) có thể tìm thấy ở một số tài liệu hiện đại có lẽ bắt nguồn từ một nguồn cũ như tham khảo công trình Astrophysical Quantities của Clabon Allen năm 1973, mà được cập nhật trong năm 2000, bao gồm giá trị của IAU (1976) như nêu ở trên (lấy đến 10 chữ số thập phân).
Những giá trị chính xác cao khác không được tính dựa trên một hệ thống nhất quán của IAU. Giá trị 9,460536207 x 1015m có trong một số cuốn sách hiện đại là tích của trung bình một năm Gregorius (365,2425 ngày hay 31556952 giây) và tốc độ ánh sáng (299792458 m/s). Một giá trị khác, 9,460528405 x 1015m, là tích của trung bình một năm chí tuyến J1900.0 với tốc độ ánh sáng.
Các viết tắt và sử dụng bội số của năm ánh sáng là:
- "ly" cho một năm ánh sáng
- "Kly" cho một nghìn (kilo) năm ánh sáng (1.000 năm ánh sáng)
- "Mly" cho một triệu (mega) năm ánh sáng (1.000.000 năm ánh sáng)
- "Gly" cho một tỷ (giga) năm ánh sáng (1.000.000.000 năm ánh sáng)

## Lịch sử
Đơn vị năm ánh sáng xuất hiện chỉ một vài năm sau khi Friedrich Bessel đo thành công khoảng cách đến một ngôi sao khác ngoài Mặt Trời vào năm 1838. Ngôi sao mà ông sử dụng để đo là 61 Cygni, và dụng cụ đo là một kính thiên văn đo thị sai (heliometer) có độ mở 160mm do Joseph von Fraunhofer thiết kế. Đơn vị lớn nhất biểu diễn khoảng cách vũ trụ ở thời điểm đó là đơn vị thiên văn, bằng bán kính của quỹ đạo Trái Đất 1,50 x 108km. Theo đơn vị này, tính toán lượng giác dựa trên thị sai của sao 61 Cygni bằng 0,314 giây cung, cho kết quả khoảng cách tới ngôi sao bằng 660.000 AU (9,9 x 1013km). Bessel ghi chú thêm rằng ánh sáng mất 10,3 năm để truyền qua quãng đường như vậy. Ông nhận ra rằng độc giả của ông sẽ thấy thích thú khi đưa ra một hình ảnh cho dễ hình dung về thời gian truyền đi xấp xỉ của ánh sáng, nhưng ông đã ngập ngừng khi sử dụng năm ánh sáng làm đơn vị khoảng cách. Theo ông bởi vì khi sử dụng khoảng cách theo năm ánh sáng sẽ làm mất đi độ chính xác trong dữ liệu đo thị sai của ông do nó nhân với một tham số chưa chính xác đó là tốc độ ánh sáng. Vào năm 1838 tốc độ ánh sáng vẫn chưa được đo chính xác; giá trị của nó thay đổi vào năm 1849 (Fizeau) và 1862 (Foucault). Khi ấy các nhà khoa học vẫn chưa coi nó là một hằng số cơ bản của tự nhiên, và sự lan truyền của ánh sáng qua môi trường aether hoặc không gian vẫn còn là điều bí ẩn. Tuy thế, đơn vị năm ánh sáng xuất hiện trong một cuốn sách phổ biến thiên văn học của nhà thiên văn học người Đức Otto Ule. Nghịch lý về đơn vị khoảng cách có từ "năm" trong đó đã được Ule giải thích bằng cách so sánh với khoảng cách giờ đường trượt tuyết (hiking road hour, Wegstunde trong tiếng Đức). Một quyển sách tiếng Đức phổ biến thiên văn cùng thời cũng lưu ý tới độc giả năm ánh sáng là một tên gọi kỳ lạ. Năm 1868 một tạp chí của Anh ghi nhận năm ánh sáng là đơn vị đo khoảng cách được sử dụng bởi các nhà khoa học Đức. Eddington đã gọi năm ánh sáng là một đơn vị không thuận tiện và không thích hợp, mà thỉnh thoảng đi từ các tác phẩm đại chúng vào trong các khảo cứu kỹ thuật.
Mặc dù trong thời hiện đại các nhà thiên văn thường sử dụng đơn vị parsec, năm ánh sáng cũng là đơn vị phổ biến sử dụng trong khoảng cách liên sao và liên thiên hà.

## Sử dụng đơn vị
Khoảng cách tính theo năm ánh sáng bao gồm giữa những ngôi sao trong cùng một khu vực, như chúng cùng thuộc về một nhánh xoắn ốc hoặc cụm sao cầu. Các thiên hà có đường kính từ vài nghìn đến vài trăm nghìn năm ánh sáng, và khoảng cách giữa các thiên hà lân cận hoặc khoảng cách giữa các cụm thiên hà lên tới hàng triệu năm ánh sáng và hàng chục triệu năm ánh sáng. Khoảng cách giữa các quasar và Bức tường lớn Sloan (Sloan Great Wall) lên tới hàng tỷ năm ánh sáng.
| Tỷ lệ (ly) | Giá trị              | Khoảng cách |
| ---------- | -------------------- | --- |
| 10−9       | 404×10−9 ly          | Ánh sáng Mặt Trời phản chiếu từ bề mặt Mặt Trăng mất 1,2–1,3 giây để tới bề mặt Trái Đất (quãng đường 350000 đến 400000 kilômét). |
| 10−6       | 158×10−6 ly          | Một đơn vị thiên văn (khoảng cách từ Mặt Trời đến Trái Đất). Ánh sáng mất xấp xỉ 499 giây (8,32 phút) để vượt qua khoảng cách này. |
| 10−6       | 127×10−6 ly          | Thiết bị thăm dò Huygens đáp xuống vệ tinh Titan của Sao Thổ và truyền dữ liệu về Trái Đất ở khoảng cách 1,2 tỷ kilômét. |
| 10−6       | 504×10−6 ly          | Tàu New Horizons bay qua Sao Diêm Vương nằm cách Trái Đất 4,7 tỷ kilômét và tín hiệu mất 4 giờ 25 phút mới đến được mặt đất. |
| 10−3       | 204×10−3 ly          | Tàu không gian bay xa nhất, Voyager 1, cho đến thời điểm năm 2014, nó nằm cách Trái Đất 18 giờ ánh sáng. Con tàu sẽ mất khoảng 17500 năm để đi được (10×100 ly) với vận tốc của nó 17 km/s (38000 mph) so với Mặt Trời. Ngày 12 tháng 9 năm 2013, các nhà khoa học NASA thông báo Voyager 1 đã tiến vào môi trường liên sao từ ngày 25 tháng 8 năm 2012, trở thành tàu vũ trụ đầu tiên của con người rời hệ Mặt Trời. |
| 100        | 16×100 ly            | Đám mây Oort có đường kính xấp xỉ 2 năm ánh sáng. Các nhà thiên văn ước đoán biên giới trong của nó nằm ở 50000 au, và biên giới ngoài nằm ở 100000 au. |
| 100        | 20×100 ly            | Tầm ảnh hưởng xa nhất của trường hấp dẫn Mặt Trời (mặt cầu Hill/giới hạn Roche, 125000 au). Vượt qua ranh giới này là trường hấp dẫn của môi trường liên sao. |
| 100        | 422×100 ly           | Sao gần Mặt Trời nhất, Proxima Centauri, nằm cách 4,22 năm ánh sáng. |
| 100        | 860×100 ly           | Sirius, ngôi sao sáng nhất trên bầu trời đêm. Nó có khối lượng gấp 2 lần và độ sáng tuyệt đối gấp 25 lần Mặt Trời, một phần vì khoảng cách của nó đến Mặt Trời nhỏ hơn 10 năm ánh sáng. |
| 100        | 1190×100 ly          | HD 10700 e, hành tinh ngoài hệ Mặt Trời nằm trong vùng thích nghi với điều kiện sống (habitable zone). Khối lượng gấp 6,6 lần Trái Đất, nó nằm ở giữa vùng có thể ở được của sao Tau Ceti. |
| 100        | 205×100 ly           | Gliese 581, một sao lùn đỏ với một vài hành tinh được phát hiện quay quanh. |
| 100        | 310×100 ly           | Canopus, ngôi sao sáng thứ hai sau Sirius, được phân cấp sao siêu khổng lồ (supergiant) loại F và độ sáng tuyệt đối hơn 15000 lần Mặt Trời. |
| 103        | 3×103 ly             | A0620-00, lỗ đen gần nhất được biết đến, nằm cách khoảng 3000 năm ánh sáng. |
| 103        | 26×103 ly            | Trung tâm của Ngân Hà cách Trái Đất khoảng 26000 năm ánh sáng. |
| 103        | 100×103 ly           | Ngân Hà có đường kính khoảng 100000 năm ánh sáng. |
| 103        | 165×103 ly           | R136a1, nằm trong Đám Mây Magellan Lớn, ngôi sao sáng nhất từng được biết đến với độ sáng gấp 8,7 triệu lần độ sáng của Mặt Trời, có cấp sao biểu kiến 12,77, chỉ sáng hơn 3C 273. |
| 106        | 25×106 ly            | Thiên hà Tiên Nữ cách hệ Mặt Trời xấp xỉ 2,5 triệu năm ánh sáng. |
| 106        | 3×106 ly             | Thiên hà Tam Giác (M33), nằm cách xa 3 triệu năm ánh sáng, là thiên thể xa nhất có thể nhìn bằng mắt thường. |
| 106        | 59×106 ly            | Cụm thiên hà gần nhất, cụm thiên hà Xử Nữ (Virgo Cluster), cách xa 59 triệu năm ánh sáng. |
| 106        | 150×106 – 250×106 ly | Khu vực hấp dẫn lớn (Great Attractor) nằm ở khoảng cách giữa 150 và 250 triệu năm ánh sáng (giá trị sau được ước tính gần đây). |
| 109        | 12×109 ly            | Bức tường lớn Sloan (Sloan Great Wall) (không nhầm với Tường lớn (Great Wall) và Tường lớn Hercules–Corona Borealis) đã được với chiều dài xấp xỉ 1 tỷ năm ánh sáng. |
| 109        | 24×109 ly            | 3C 273, quasar sáng nhất trong vùng bước sóng khả kiến, cấp sao biểu kiến 12,9, chỉ mờ hơn R136a1. 3C 273 nằm cách 2,4 tỷ năm ánh sáng. |
| 109        | 457×109 ly           | Khoảng cách đồng chuyển động từ Trái Đất đến biên giới của vũ trụ quan sát được là 45,7 tỷ năm ở bất kỳ hướng nào; đây là bán kính đồng chuyển động của vũ trụ quan sát được. Giá trị này lớn hơn tuổi của vũ trụ như đo từ bức xạ nền vi sóng vũ trụ; điều này là do vũ trụ đang giãn nở kể từ thời điểm Vụ Nổ Lớn.                                                                                                  |

## Các đơn vị liên quan
Khoảng cách giữa các vật thể trong một hệ sao thường bằng phần nhỏ của một năm ánh sáng, và chúng thường được biểu diễn theo đơn vị thiên văn au. Tuy nhiên, đơn vị của những độ dài nhỏ hơn có thể dùng bằng cách nhân thời gian với tốc độ ánh sáng. Ví dụ, giây ánh sáng, mà hay sử dụng trong thiên văn học, vật lý tương đối tính và truyền thông tin, có giá trị bằng 299792458 mét hay 1⁄31557600 của một năm ánh sáng. Các đơn vị như phút ánh sáng, giờ ánh sáng và ngày ánh sáng đôi khi được sử dụng trong các tác phẩm phổ biến khoa học. Tháng ánh sáng, gần bằng một phần mười hai của năm ánh sáng, cũng được sử dụng để đo xấp xỉ khoảng cách. Bảo tàng không gian và Trái Đất Hayden (Hayden Planetarium) xác định tháng ánh sáng bằng chính xác 30 ngày ánh sáng truyền đi.
Ánh sáng truyền xấp xỉ qua một foot trong một nano giây; do vậy thuật ngữ "foot ánh sáng" đôi lúc được sử dụng không chính thức để đo thời gian.